# Línea L28 (Montevideo)
La línea L28 es una línea local de Montevideo, que une a los barrios de Paso Molino y Nuevo París mediante circuito.

## Historia
Fue creada en el año 2000 y adjudicada a la cooperativa Unión Cooperativa Obrera, uniendo inicialmente la Gruta de Lourdes con el Estadio Centenario en apoyo a la línea 328, aunque con leves diferencias en su recorrido. La misma, tras dos años de su creación, fue suprimida por baja rentabilidad. 
En el año 2019 el ramal rojo de la línea 128 es suprimido y una parte del mismo es convertido en una línea independiente, por lo cual en marzo de 2019 la línea L28 es reactivada y adjudicada a la compañía Cutcsa para operar este nuevo recorrido entre Paso Molino y Nuevo París.

## Recorridos
| Ida - Paso Molino (Agraciada y Camino Castro) - Av. Agraciada - San Quintín - Avenida Eugenio Garzón - Avenida Islas Canarias - Coronilla - Dr. Carlos María de Pena - Camino Lecocq - Avenida Islas Canarias - Alberto Gómez Ruano - María Orticochea - Juan Camejo Soto - Av. Islas Canarias - Coronilla | Vuelta - Nuevo París (Avenida Islas Canarias y Coronilla) - Avenida Islas Canarias - Juan Camejo Soto - María Orticochea - Alberto Gómez Ruano - Avenida Islas Canarias - Camino Lecocq - Dr. Carlos María de Pena - Avenida Eugenio Garzón - José Llupes - Avenida Agraciada |